# Leichtathletik-U18-Asienmeisterschaften 2023
Die 5. Leichtathletik-U18-Asienmeisterschaften (englisch 5th Asian U18 Athletics Championships) wurden vom 27. bis zum 30. April 2023 in der usbekischen Hauptstadt Taschkent ausgetragen, womit die U18-Asienmeisterschaften erstmals in Zentralasien stattfanden.

## Ergebnisse

### Jungen

#### 100 m
| Platz | Athlet                 | Land | Zeit (s) |
| ----- | ---------------------- | ---- | -------- |
| 1     | Wu Haolin              | CHN  | 10,55    |
| 2     | Chan Yat Lok           | HKG  | 10,61    |
| 3     | Nattapon Sookkasem     | THA  | 10,68    |
| 4     | Yue Haotian            | CHN  | 10,71    |
| 5     | Chutithat Pruksorranan | THA  | 10,84    |
| 6     | James Chan Ting Fong   | HKG  | 10,89    |
| 7     | Kim Dong-jin           | KOR  | 10,91    |
| 8     | Mohammad Reyan Basha   | IND  | 11,04    |

Finale: 28. April
Wind: +1,2 m/s

#### 200 m
| Platz | Athlet                            | Land | Zeit (s)    |
| ----- | --------------------------------- | ---- | ----------- |
| 1     | Meng Desheng                      | CHN  | 21,05 CR PB |
| 2     | Zeng Keli                         | CHN  | 21,19 PB    |
| 3     | Abhay Singh                       | IND  | 21,39       |
| 4     | Wirayut Daenkhanob                | THA  | 21,60       |
| 5     | Kim Dong-jin                      | KOR  | 21,74       |
| 6     | Leung Ching Hang                  | HKG  | 22,01       |
| 7     | Daisam Hamoud Abdullah al-Dahlami | OMA  | 22,54       |
| 8     | Chan Yat Lok                      | HKG  | 22,72       |

Finale: 30. April
Wind: +0,7 m/s

#### 400 m
| Platz | Athlet                      | Land | Zeit (s) |
| ----- | --------------------------- | ---- | -------- |
| 1     | Sarawut Nuansi              | THA  | 46,92 CR |
| 2     | Lin Chao-cheng              | TPE  | 47,95    |
| 3     | Hsiung Chen-yo              | TPE  | 47,97    |
| 4     | Sharan Megavarnam           | IND  | 48,26    |
| 5     | Gonsalu Wasan Jathya Kirulu | LKA  | 48,29    |
| 6     | Na Hueon-ju                 | KOR  | 48,94    |
| 7     | Muhammadali Khamzayev       | UZB  | 51,16    |
|       | Navpreet Singh              | IND  | DSQ      |

Finale: 28. April

#### 800 m
| Platz | Athlet                     | Land | Zeit (min) |
| ----- | -------------------------- | ---- | ---------- |
| 1     | Chiang Yi-an               | TPE  | 1:55,46 SB |
| 2     | Mokhtarinikou Mani         | IRN  | 1:55,68 PB |
| 3     | Abdulmajeed Yousef Ghafiry | KSA  | 1:56,18 PB |
| 4     | Ibrahim Haydar Abdullah    | QAT  | 1:56,75    |
| 5     | Abbos Aliyev               | UZB  | 1:59,13    |
| 6     | Asylchan Makysch           | KAZ  | 1:59,21 PB |
| 7     | Saad al-Rashidi            | KUW  | 1:59,36    |
| 8     | Xayotbek Axmedov           | UZB  | 2:00,88    |

Finale: 30. April

#### 1500 m
| Platz | Athlet                          | Land | Zeit (min) |
| ----- | ------------------------------- | ---- | ---------- |
| 1     | Priyanshu                       | IND  | 3:57,37    |
| 2     | Rahul Sarnaliya                 | IND  | 3:59,43    |
| 3     | Arsalan Hamidi                  | IRI  | 4:02,08 PB |
| 4     | Anwar Batyrbekow                | KGZ  | 4:06,77 PB |
| 5     | Shakhriyor Bozorov              | UZB  | 4:07,51 PB |
| 6     | Mahmoud Abdulrahman al-Shanqiti | KSA  | 4:10,51    |
| 7     | Chusan Kulow                    | TJK  | 4:11,28 PB |
| 8     | Danijar Abilachatow             | KAZ  | 4:12,30    |

27. April

#### 3000 m
| Platz | Athlet                                 | Land | Zeit (min) |
| ----- | -------------------------------------- | ---- | ---------- |
| 1     | Aman Kumar                             | IND  | 8:39,15    |
| 2     | R. Yogeshwar                           | IND  | 8:39,85    |
| 3     | Zainulabdeen Mokhles                   | IRQ  | 8:42,36 PB |
| 4     | Amir Mohammad Rostami                  | IRN  | 8:44,78 PB |
| 5     | Abdulla Abdulkareem Abdulla al-Haswali | YEM  | 8:46,87 PB |
| 6     | Omar Abdulrahman al-Mami               | KSA  | 9:11,39    |
| 7     | Maid Goodarzi                          | IRN  | 9:17,04    |
| 8     | Arsen Toktosunow                       | KGZ  | 9:23,52    |

29. April

#### 110 m Hürden (91 cm)
| Platz | Athlet                            | Land | Zeit (s) |
| ----- | --------------------------------- | ---- | -------- |
| 1     | Wu Yu-ting                        | TPE  | 13,53    |
| 2     | Wang Zijian                       | CHN  | 13,67    |
| 3     | Sandeep Vinodkumar Gond           | IND  | 13,80    |
| 4     | Kwok Chun Ting                    | HKG  | 13,86    |
| 5     | Muhammad Hazriq Bin Cik Mat Kilau | MAS  | 14,05    |
| 6     | Muhammad Fiross Bin Mohd Faizal   | MAS  | 14,12    |
| 7     | Tam Chin Seng                     | MAC  | 14,17    |
| 8     | Hsieh Chun-yen                    | TPE  | 14,20    |

Finale: 28. April
Wind: +1,9 m/s

#### 400 m Hürden (84 cm)
| Platz | Athlet                    | Land | Zeit (s)    |
| ----- | ------------------------- | ---- | ----------- |
| 1     | Mahamat Abakar Abdrahman  | QAT  | 50,91 CR PB |
| 2     | Bapi Hansda               | IND  | 51,38 PB    |
| 3     | K.L.A. Akalanka           | LKA  | 51,40 PB    |
| 4     | Huang Yu-chieh            | TPE  | 52,04 PB    |
| 5     | Yasin Gol                 | IRN  | 54,31 PB    |
| 6     | Kanagat Manasch           | KAZ  | 54,77 PB    |
| 7     | Naif Rashid al-Subaie     | KSA  | 56,26 PB    |
| 8     | Ali Abdulfattah al-Rumayh | KSA  | 56,71       |

Finale: 30. April

#### 2000 m Hindernis
| Platz | Athlet             | Land | Zeit (min) |
| ----- | ------------------ | ---- | ---------- |
| 1     | Yusef Azariyan     | IRN  | 5:55,84 PB |
| 2     | Sumit Rathee       | IND  | 5:58,69    |
| 3     | Mustafa Mohsin     | IRQ  | 6:01,97    |
| 4     | Feng Cheng-hao     | TPE  | 6:05,57 PB |
| 5     | Salla Mahesh       | IND  | 6:15,01    |
| 6     | Asadbek Haliljonov | UZB  | 6:17,20 PB |
| 7     | Zeng Jhong-ciang   | TPE  | 6:26,85 PB |
| 8     | Alexander Akimow   | KAZ  | 6:28,88 PB |

30. April

#### Sprintstaffel (100 m – 200 m – 300 m – 400 m)
| Platz | Land                | Athleten                                                                    | Zeit (min) |
| ----- | ------------------- | --------------------------------------------------------------------------- | ---------- |
| 1     | Thailand            | Chutithat Pruksorranan Wirayut Daenkhanob Nattapon Sookkasem Sarawut Nuansi | 1:52,59 CR |
| 2     | Indien              | Abhay Singh Muhammad Reyan Basha Sharan Megavarnam Navpreet Singh           | 1:52,96    |
| 3     | Volksrepublik China | Yue Haotian Wu Haolin Meng Desheng Wang Zilian                              | 1:53,40    |
| 4     | Chinesisch Taipeh   | Wu Yu-ting Chiang Yi-an Hsiung Chen-yu Lin Chao-cheng                       | 1:54,20    |
| 5     | Hongkong            | Kwok Chun Ting James Chan Ting Fong Wesley Lenng Ching Hang Kwan Yik Yin    | 1:55,60    |
| 6     | Südkorea            | Kwak Ui-chan Kim Don-jin Yang Seung-woo Na Hyeon-qu                         | 1:55,81    |
| 7     | Kasachstan          | Bogdan Gontscharow Ruslan Kurmanalijew Gleb Juda Ignatij Wegentleitner      | 2:01,03    |
|       | Usbekistan          | Rustam Abdullayev Ozodbek Odilov Sarvar Bekirov Muhammadali Khamzayev       | DSQ        |

Finale: 30. April

#### 10.000 m Bahngehen
| Platz | Athlet                 | Land | Zeit (min)  |
| ----- | ---------------------- | ---- | ----------- |
| 1     | Feng Kai               | CHN  | 42:33,10 CR |
| 2     | Li Yapeng              | CHN  | 43:03,00    |
| 3     | Babendra Singh         | IND  | 43:16,95    |
| 4     | Himanshu               | IND  | 43:59,60    |
| 5     | Chen Yu-hsien          | TPE  | 46:48,10    |
| 6     | Sherzod Zubayev        | UZB  | 49:07,30    |
| 7     | Nikita Kusmin          | KAZ  | 49:43,49    |
| 8     | Jegisbaj Scharylkassyn | KAZ  | 51:43,88    |

28. April

#### Hochsprung
| Platz | Athlet            | Land | Höhe (m) |
| ----- | ----------------- | ---- | -------- |
| 1     | Ismailov Devdavs  | UZB  | 2,06 PB  |
| 2     | Nilupul Pehesara  | LKA  | 2,01 PB  |
| 3     | Kim Hyeon-sik     | KAZ  | 2,01 PB  |
| 3     | Đỗ Hoàng Nghĩa    | VIE  | 2,01 PB  |
| 5     | G.L. Arthavindu   | LKA  | 1,99     |
| 6     | Lai Pak Hei       | HKG  | 1,99 PB  |
| 7     | Bogdan Polischjuk | KAZ  | 1,99 PB  |
| 8     | Ayham al-Hosni    | OMA  | 1,95 PB  |

29. April

#### Stabhochsprung
| Platz | Athlet                               | Land | Höhe (m) |
| ----- | ------------------------------------ | ---- | -------- |
| 1     | Lian Chunxin                         | CHN  | 5,01 PB  |
| 2     | Wijemuni Thushen Malindarathna Silva | LKA  | 4,70 PB  |
| 3     | Maxim Balabin                        | KAZ  | 4,65 PB  |
| 4     | Joseph Cheong Yin Yern               | SGP  | 4,30 PB  |
| 5     | Abdalrahman al-Wadi                  | KUW  | 3,90     |

27. April

#### Weitsprung
| Platz | Athlet                   | Land | Weite (m) |
| ----- | ------------------------ | ---- | --------- |
| 1     | Zhang Shengming          | CHN  | 7,64 w    |
| 2     | Li Chengliang            | CHN  | 7,61 PB   |
| 3     | Abdullah al-Azmi         | KUW  | 7,42 PB   |
| 4     | Wadim Karnauchow         | KAZ  | 7,02 w    |
| 5     | Tsang Yuk Pui            | HKG  | 7,02 PB   |
| 6     | Rakan Mubarak al-Rashadi | QAT  | 7,00 PB   |
| 7     | Mark Paladus             | MAS  | 6,91 w    |
| 8     | Yeung Man Long           | HKG  | 6,90 PB   |

30. April

#### Dreisprung
| Platz | Athlet                | Land | Weite (m) |
| ----- | --------------------- | ---- | --------- |
| 1     | Zhang Huayong         | CHN  | 15,67 CR  |
| 2     | Kim Eung-yo           | KOR  | 15,08     |
| 3     | Gan Ziyi              | CHN  | 15,05     |
| 4     | Ali Hussain al-Nasfan | KSA  | 14,53     |
| 5     | Yuvaraj Kumar         | IND  | 14,24     |
| 6     | Asamat Batyrbaiuly    | KAZ  | 14,01     |
| 7     | Gleb Gladilow         | KAZ  | 13,97     |
| 8     | Mark Paladius         | MAS  | 13,96     |

28. April

#### Kugelstoßen (5 kg)
| Platz | Athlet                  | Land | Weite (m)   |
| ----- | ----------------------- | ---- | ----------- |
| 1     | Park Si-hoon            | KOR  | 20,11 CR PB |
| 2     | Abduazim Rakhmatulloyev | UZB  | 17,47 PB    |
| 3     | Abdulrahman al-Qahtani  | KSA  | 17,42 PB    |
| 4     | Abdulaziz al-Qllaf      | KUW  | 17,34 PB    |
| 5     | Boboyor Ochilov         | UZB  | 15,58 PB    |
| 6     | Konstantin Uteschow     | KAZ  | 15,35 PB    |
| 7     | Scharas Niasbekow       | KAZ  | 13,41       |
| 8     | Akbarjon Abdusalomov    | UZB  | 12,49       |

27. April

#### Diskuswurf (1,5 kg)
| Platz | Athlet                   | Land | Weite (m) |
| ----- | ------------------------ | ---- | --------- |
| 1     | Choi Jae-no              | KOR  | 54,59 PB  |
| 2     | Ritik                    | IND  | 54,03     |
| 3     | Abdulazim Rakhmatulloyev | UZB  | 54,00 PB  |
| 4     | Abas Mehrabpour          | IRN  | 51,38 PB  |
| 5     | Hadi Nadeer al-Moalem    | KSA  | 48,40 PB  |
| 6     | Dilshod Khamidov         | UZB  | 48,30 PB  |
| 7     | Park Ju-han              | KOR  | 45,54 PB  |
| 8     | Konstantin Uteschew      | KAZ  | 43,67 PB  |

30. April

#### Hammerwurf (5 kg)
| Platz | Athlet              | Land | Weite (m) |
| ----- | ------------------- | ---- | --------- |
| 1     | Mahdi Haft Cheshmeh | IRN  | 68,64 PB  |
| 2     | Ali al-Naser        | KUW  | 67,66 PB  |
| 3     | Narpat Singh        | IND  | 67,26 PB  |
| 4     | Ali Sarvari         | IRN  | 65,18 PB  |
| 5     | Muhammadali Sodiqov | UZB  | 60,09 PB  |
| 6     | Hajan al-Hajri      | OMA  | 59,02 PB  |
| 7     | Abdullah al-Awadhi  | KUW  | 58,26 PB  |
| 8     | Isakhon Abdumutalov | UZB  | 56,65 PB  |

29. April

#### Speerwurf (700 g)
| Platz | Athlet                            | Land | Weite (m) |
| ----- | --------------------------------- | ---- | --------- |
| 1     | Chiu Shao-en                      | TPE  | 68,51     |
| 2     | Arjun                             | IND  | 66,99     |
| 3     | Maman Nurdaulet                   | KAZ  | 65,71     |
| 4     | Redwan Ahmed Hussein Ali Mun      | YEM  | 62,91     |
| 5     | Shahboz Sayfiddinov               | UZB  | 57,82     |
| 6     | Nawaf Hassan Zaid Zaid al-Abdouli | VAE  | 42,98     |
| 7     | Maschrab Qurbonow                 | TJK  | 42,06     |
|       | Quvondiq Ahmadkulov               | UZB  | NM        |

28. April

#### Zehnkampf
| Platz | Athlet                      | Land | Weite (m) |
| ----- | --------------------------- | ---- | --------- |
| 1     | Iwan Sening                 | KAZ  | 6590      |
| 2     | Sina Afshinfar              | IRI  | 6317      |
| 3     | Lucas Fun Le Cong           | SGP  | 6277      |
| 4     | Abdulloh Abduqohhorov       | UZB  | 6216      |
| 5     | Vethapriyan Karuppusamy     | IND  | 5746      |
| 6     | Ibrahim Mohammed al-Ayqanah | KSA  | 5720      |
| 7     | Michail Kotow               | KAZ  | 5601      |
|       | Kim Seung-chan              | KOR  | DNF       |

27. / 28. April

### Mädchen

#### 100 m
| Platz | Athletin               | Land | Zeit (s) |
| ----- | ---------------------- | ---- | -------- |
| 1     | Layla Kamal            | BHR  | 11,77 PB |
| 2     | Abinaya Rajarajan      | IND  | 11,82 PB |
| 3     | Li Tsz To              | HKG  | 11,84    |
| 4     | Jian Rujing            | CHN  | 12,00 PB |
| 5     | Ormilla Octavia Codday | MAS  | 12,15 PB |
| 6     | Lee Eun-bin            | KOR  | 12,17    |
| 7     | Marija Schuwalowa      | KAZ  | 12,18 PB |
| 8     | Wong Wan Chi           | HKG  | 12,25 PB |

Finale: 28. April
Wind: +0,9 m/s

#### 200 m
| Platz | Athletin               | Land | Zeit (s) |
| ----- | ---------------------- | ---- | -------- |
| 1     | Li Tsz To              | HKG  | 24,27 PB |
| 2     | Rezoana Mallick Heena  | IND  | 24,38    |
| 3     | Layla Kamal            | BHR  | 24,48 PB |
| 4     | Marija Schuwalowa      | KAZ  | 24,86 PB |
| 5     | Yau Sin Ting           | HKG  | 24,87    |
| 6     | Zaho Wenli             | CHN  | 24,90    |
| 7     | Ormilla Octavia Codday | MAS  | 25,41 PB |
| 8     | Jekaterina Pusyrewa    | KAZ  | 25,91 PB |

Finale: 30. April
Wind: +0,4 m/s

#### 400 m
| Platz | Athletin                        | Land | Zeit (s) |
| ----- | ------------------------------- | ---- | -------- |
| 1     | Rezoana Mallick Heena           | IND  | 52,98 CR |
| 2     | Sofja Kidenko                   | KAZ  | 55,74    |
| 3     | Jane Christa Ming Suet Karlsson | HKG  | 55,82    |
| 4     | Shireen Ahluwalia               | IND  | 57,19    |
| 5     | Milana Subarjewa                | KAZ  | 58,03    |
| 6     | Chow Chi Kiu                    | HKG  | 58,22    |
| 7     | Choi Ji-seon                    | KOR  | 58,45    |
| 8     | Son Han-song                    | KOR  | 59,33    |

Finale: 28. April

#### 800 m
| Platz | Athletin                | Land | Zeit (min) |
| ----- | ----------------------- | ---- | ---------- |
| 1     | Li Yaxuan               | CHN  | 2:10,47    |
| 2     | Chen Chieh-an           | TPE  | 2:12,59    |
| 3     | W.M.K.N. Wickramasinghe | LKA  | 2:17,04    |
| 4     | Parisa Amini            | IRN  | 2:19,02    |
| 5     | Sofija Kim              | KAZ  | 2:20,24    |
| 6     | Veronika Panova         | UZB  | 2:21,40    |
| 7     | Lee Hee-sye             | KOR  | 2:23,12    |
| 8     | Munara Mamiridinowa     | KGZ  | 2:27,18    |

29. April

#### 1500 m
| Platz | Athletin                                      | Land | Zeit (min) |
| ----- | --------------------------------------------- | ---- | ---------- |
| 1     | Nguyễn Khánh Linh                             | VIE  | 4:35,16    |
| 2     | Ajana Bolatbekqysy                            | KAZ  | 4:35,75    |
| 3     | Maftuna Ahmedova                              | UZB  | 4:39,57    |
| 4     | Sejalbem Katara                               | IND  | 4:46,50    |
| 5     | Maryam Ahmadi                                 | IRI  | 4:47,75    |
| 6     | Akhila Avuta                                  | IND  | 4:49,32    |
| 7     | Thalagaha Kotuwe Himansi Dulanjana Pradeepani | LKA  | 4:51,02    |
| 8     | Altybaj Aruschan                              | KAZ  | 5:04,57    |

27. April

#### 3000 m
| Platz | Athletin              | Land | Zeit (min)  |
| ----- | --------------------- | ---- | ----------- |
| 1     | Vanshika              | IND  | 10:15,16    |
| 2     | Anju Bala             | IND  | 10:22,86    |
| 3     | Bogdana Grigorjewa    | KAZ  | 10:29,19 PB |
| 4     | Sabina Kasymjanowa    | TKM  | 10:44,72    |
| 5     | Narjis Hussein        | IRQ  | 11:06,36 PB |
| 6     | Marijam Chussanbekowa | KAZ  | 11:54,22    |

29. April

#### 100 m Hürden (76,2 cm)
| Platz | Athletin            | Land | Zeit (s) |
| ----- | ------------------- | ---- | -------- |
| 1     | Wu Binbin           | CHN  | 13,20 CR |
| 2     | Chloe Pak Hoi Man   | HKG  | 13,60    |
| 3     | Yu Pui Yi           | HKG  | 14,49    |
| 4     | Park Ji-young       | KOR  | 14,71    |
| 5     | Kamila Nurgalijewa  | KAZ  | 14,79    |
| 6     | Polina Karel        | KAZ  | 14,98    |
| 7     | Alina Bikmurzina    | UZB  | 15,16    |
| 8     | Shahrizoda Qodirova | UZB  | 15,20    |

Finale: 28. April
Wind: +0,9 m/s

#### 400 m Hürden
| Platz | Athletin              | Land | Zeit (s) |
| ----- | --------------------- | ---- | -------- |
| 1     | Anastassija Koloda    | KAZ  | 60,63 PB |
| 2     | Jekaterina Koloda     | KAZ  | 62,57 PB |
| 3     | Sabrina Goyibnazarova | UZB  | 64,06 PB |
| 4     | Audrey Koh Shun Yi    | SGP  | 66,24 PB |
| 5     | Laavina Jaganith      | SGP  | 68,97    |
| 6     | Jasmina Kiyomova      | UZB  | 69,80 PB |
| 7     | Melana Bikmurzina     | UZB  | 69,89    |

29. April

#### 2000 m Hindernis
| Platz | Athletin                | Land | Zeit (min) |
| ----- | ----------------------- | ---- | ---------- |
| 1     | Mukhaiyo Muhammadjonova | UZB  | 7:10,45    |
| 2     | Chu Chieh-yu            | TPE  | 7:16,54    |
| 3     | Nigorai Amirchon        | TJK  | 7:17,42    |
| 4     | Dilnoza Khoshimova      | UZB  | 7:19,02    |
| 5     | Atashbejan Atoosa       | IRN  | 7:26,05    |
| 6     | Marie Pascua Ashanti    | TPE  | 7:27,79    |
| 7     | Abylchan Uldanaj        | KAZ  | 7:32,85    |
| 8     | Goʻzal Maxamatvaliyeva  | UZB  | 7:42,48    |

30. April

#### Sprintstaffel (100 m – 200 m – 300 m – 400 m)
| Platz | Land                | Athletinnen                                                                          | Zeit (min) |
| ----- | ------------------- | ------------------------------------------------------------------------------------ | ---------- |
| 1     | Indien              | Mohur Mukhertee Abinaya Rajarajan Shireen Anluwalia Rezoana Mallick Heena            | 2:11,21    |
| 2     | Kasachstan          | Angelina Wolodkina Marija Schuwalowa Milana Subarewa Sofija Kidenko                  | 2:12,39    |
| 3     | Hongkong            | Wong Wan Chi Li Tsz To Chow Chi Kil Jane Karisson                                    | 2:12,76    |
| 4     | Volksrepublik China | Wu Jialing Jian Rujing Wu Binbin Zhao Wenli                                          | 2:13,57    |
| 5     | Südkorea            | Park Ji-young Lee Eun-bin Choi Ji-seon Son Han-song                                  | 2:16,18    |
| 6     | Usbekistan          | Shahrizoa Kodirova Alina Mirsadikova Visola Sanoyeva Sadrina G'oibnazarova           | 2:21,34    |
| 7     | Turkmenistan        | Ogulmaysa Schadeldijewa Gulschen Aschyrmyradowa Jamal Tschopanowa Sabina Kasymjanowa | 2:36,69    |

30. April

#### 5000 m Bahngehen
| Platz | Athletin         | Land | Zeit (min)  |
| ----- | ---------------- | ---- | ----------- |
| 1     | Yang Xizhen      | CHN  | 22:32,61 CR |
| 2     | Liu Biling       | CHN  | 22:56,30    |
| 3     | Aarti            | IND  | 24:29,14    |
| 4     | Khushbu Yadav    | IND  | 24:41,18    |
| 5     | Sabrina Arsijewa | KAZ  | 25:22,71    |
| 6     | Lin Yu-yun       | TPE  | 26:22,72    |
| 7     | Zulayxo Xatamova | UZB  | 26:41,73    |
| 8     | Ezoza Pulatova   | UZB  | 27:16,35    |

27. April

#### Hochsprung
| Platz | Athletin         | Land | Höhe (m) |
| ----- | ---------------- | ---- | -------- |
| 1     | Pooja Singh      | IND  | 1,77     |
| 2     | Arina Maljugina  | KAZ  | 1,75     |
| 3     | Emiliya Rudina   | UZB  | 1,69     |
| 4     | Bùi Thị Kim Anh  | VIE  | 1,65     |
| 4     | Guan Yi-hua      | TPE  | 1,65     |
| 6     | Yang Zhichu      | CHN  | 1,65     |
| 7     | Anna Chikalova   | UZB  | 1,65     |
| 8     | Asal Aligholi    | IRI  | 1,60     |
| 8     | Sofija Kharenko  | KAZ  | 1,60     |
| 8     | Shabnam Kamolova | UZB  | 1,60     |

28. April

#### Stabhochsprung
| Platz | Athletin                     | Land | Höhe (m) |
| ----- | ---------------------------- | ---- | -------- |
| 1     | Zhang Zixuan                 | CHN  | 3,80 =PB |
| 2     | Elmira Kabirowa              | KAZ  | 3,70 PB  |
| 3     | Risa Mukametkaly             | KAZ  | 3,60 PB  |
| 4     | Samantha Mae Godfrey Binting | MAS  | 3,20 PB  |
|       | Qin Yan Ch'Ng                | MAS  | NMH      |

30. April

#### Weitsprung
| Platz | Athletin                | Land | Weite (m)  |
| ----- | ----------------------- | ---- | ---------- |
| 1     | Wu Binbin               | CHN  | 6,41 CR PB |
| 2     | Sharifa Davronova       | UZB  | 6,22 PB    |
| 3     | Mubassina Mohammed      | IND  | 5,90       |
| 4     | Antonina Tschernyschowa | KAZ  | 5,89 PB    |
| 5     | Oh So-hee               | KOR  | 5,73       |
| 6     | Chou Yi-hsin            | TPE  | 5,61       |
| 7     | Rayxona Khamrayeva      | UZB  | 5,61 PB    |
| 8     | Lie Hiu Yee             | HKG  | 5,60 PB    |

27. April

#### Dreisprung
| Platz | Athletin                | Land | Weite (m) |
| ----- | ----------------------- | ---- | --------- |
| 1     | Sharifa Davronova       | UZB  | 13,99 CR  |
| 2     | Wu Jialing              | CHN  | 12,70     |
| 3     | Jelisaweta Jakimenko    | KAZ  | 12,06 PB  |
| 4     | Naima Abduvasikova      | UZB  | 12,04 PB  |
| 5     | Rayxona Khamrayeva      | UZB  | 11,99 PB  |
| 6     | Antonina Tschernyschowa | KAZ  | 11,94 PB  |
| 7     | Sylvia Chow             | HKG  | 11,79 PB  |
| 8     | Lim Sa-rang             | KOR  | 11,45     |

29. April

#### Kugelstoßen (3 kg)
| Platz | Athletin                 | Land | Weite (m)   |
| ----- | ------------------------ | ---- | ----------- |
| 1     | Tian Xinyi               | CHN  | 18,56 CR PB |
| 2     | Xu Mengshu               | CHN  | 16,57       |
| 3     | V.S. Anupriya            | IND  | 16,37 PB    |
| 4     | Pooja Kumari             | IND  | 13,31       |
| 5     | Madina Nasriddinova      | UZB  | 12,95       |
| 6     | Jekaterina Serebrinikowa | KAZ  | 12,66       |
| 7     | Jewgenija Schulgina      | KAZ  | 11,51 PB    |
| 8     | Maxliyo Maxmudova        | UZB  | 11,35       |

30. April

#### Diskuswurf
| Platz | Athletin                 | Land | Weite (m) |
| ----- | ------------------------ | ---- | --------- |
| 1     | Su Yixin                 | CHN  | 50,69 CR  |
| 2     | Maxliyo Maxmudova        | UZB  | 35,17     |
| 3     | Shahzoda Shozodova       | UZB  | 32,44     |
| 4     | Jekaterina Serebrinikowa | KAZ  | 32,33     |

28. April

#### Hammerwurf (3 kg)
| Platz | Athletin                  | Land | Weite (m) |
| ----- | ------------------------- | ---- | --------- |
| 1     | Zhang Jiale               | CHN  | 66,81 PB  |
| 2     | Zahra Memari              | IRI  | 54,18 PB  |
| 3     | Masoumeh Yousefishorehgol | IRI  | 53,58 PB  |
| 4     | Neha Yadav                | IND  | 52,91     |
| 5     | Lee Ayoung                | KOR  | 50,94 PB  |
| 6     | Jewgenija Schulgina       | KAZ  | 40,97 PB  |

27. April

#### Speerwurf (500 g)
| Platz | Athletin            | Land | Weite (m) |
| ----- | ------------------- | ---- | --------- |
| 1     | Fang Yuting         | CHN  | 51,23 PB  |
| 2     | Yoon Eun-hwan       | KOR  | 49,01 PB  |
| 3     | Cyrene Hui          | HKG  | 47,86 PB  |
| 4     | Kim Min-ji          | KOR  | 46,56 PB  |
| 5     | Aiygerim Manasbaj   | KAZ  | 40,44 PB  |
| 6     | Nafisse Schadkam    | KAZ  | 39,01 PB  |
| 7     | Feng Han Qi         | SGP  | 35,10     |
| 8     | Madina Nasriddinova | UZB  | 34,97     |

29. April

#### Siebenkampf
| Platz | Athletin             | Land | Punkte  |
| ----- | -------------------- | ---- | ------- |
| 1     | Irina Konitschschewa | KAZ  | 5154 PB |
| 2     | Mohur Mukherjee      | IND  | 4862 PB |
| 3     | Anna Chikalova       | UZB  | 4739 PB |
| 4     | Mubssina Mohammed    | IND  | 4705    |
| 5     | Angelina Poltinowa   | KAZ  | 4334 PB |
| 6     | Farangiz Ruziboyeva  | UZB  | 3906 PB |
| 7     | Sadife Aliyeva       | UZB  | 3885 PB |

29. / 30. April

## Medaillenspiegel
| Medaillenspiegel (Endstand nach 40 von 40 Entscheidungen) | Medaillenspiegel (Endstand nach 40 von 40 Entscheidungen) | Medaillenspiegel (Endstand nach 40 von 40 Entscheidungen) | Medaillenspiegel (Endstand nach 40 von 40 Entscheidungen) | Medaillenspiegel (Endstand nach 40 von 40 Entscheidungen) | Medaillenspiegel (Endstand nach 40 von 40 Entscheidungen) |
| Platz                                                     | Land                                                      | Gold                                                      | Silber                                                    | Bronze                                                    | Gesamt                                                    |
| --------------------------------------------------------- | --------------------------------------------------------- | --------------------------------------------------------- | --------------------------------------------------------- | --------------------------------------------------------- | --------------------------------------------------------- |
| 01                                                        | Volksrepublik China                                       | 15                                                        | 7                                                         | 2                                                         | 24                                                        |
| 02                                                        | Indien                                                    | 6                                                         | 11                                                        | 7                                                         | 24                                                        |
| 03                                                        | Kasachstan                                                | 3                                                         | 6                                                         | 6                                                         | 15                                                        |
| 04                                                        | Usbekistan                                                | 3                                                         | 3                                                         | 6                                                         | 12                                                        |
| 05                                                        | Chinesisch Taipeh                                         | 3                                                         | 3                                                         | 1                                                         | 7                                                         |
| 06                                                        | Iran                                                      | 2                                                         | 3                                                         | 2                                                         | 7                                                         |
| 07                                                        | Südkorea                                                  | 2                                                         | 2                                                         | 0                                                         | 4                                                         |
| 08                                                        | Thailand                                                  | 2                                                         | 0                                                         | 1                                                         | 3                                                         |
| 09                                                        | Hongkong                                                  | 1                                                         | 2                                                         | 5                                                         | 8                                                         |
| 10                                                        | Bahrain                                                   | 1                                                         | 0                                                         | 1                                                         | 2                                                         |
| 10                                                        | Vietnam                                                   | 1                                                         | 0                                                         | 1                                                         | 2                                                         |
| 12                                                        | Katar                                                     | 1                                                         | 0                                                         | 0                                                         | 1                                                         |
| 13                                                        | Sri Lanka                                                 | 0                                                         | 2                                                         | 2                                                         | 4                                                         |
| 14                                                        | Kuwait                                                    | 0                                                         | 1                                                         | 1                                                         | 2                                                         |
| 15                                                        | Irak                                                      | 0                                                         | 0                                                         | 2                                                         | 2                                                         |
| 15                                                        | Saudi-Arabien                                             | 0                                                         | 0                                                         | 2                                                         | 2                                                         |
| 17                                                        | Singapur                                                  | 0                                                         | 0                                                         | 1                                                         | 1                                                         |
| 17                                                        | Tadschikistan                                             | 0                                                         | 0                                                         | 1                                                         | 1                                                         |
| Gesamt                                                    | Gesamt                                                    | 40                                                        | 40                                                        | 41                                                        | 121                                                       |